# Ramon Roig i Rey
Ramon Roig i Rey   (Castellviny, 19 de novembre de 1793 - Barcelona, 14 de setembre de 1861) fou un jurista i professor universitari català.

## Biografia
Estudià a la Universitat de Cervera, on es doctorà el 1818 en Filosofia, i posteriorment obtingué la Càtedra de Filosofia a la mateixa Universitat de Cervera, on exercí fins al 1822. A Cervera, també es llicencià en Teologia el 1820 i en Jurisprudència el 1840. El 1838 ingressà a l'Acadèmia de Bones Lletres de Barcelona, on llegí interessants comunicacions, com Verdadero sitio de la antigua Aesona o treballs sobre les universitats de Lleida, Girona, Tarragona i Barcelona.
Quan a la seva activitat política fou vocal de la Diputació Provincial de Lleida des de maig de 1822 fins a finals de 1823, primer, i posteriorment, durant els anys 1834 i 1835 fou regidor de la ciutat de Barcelona. Ocupà la tinença de l'Alcaldia en dos breus períodes, el primer entre maig i juny de 1839, i el segon de gener a abril de 1844. El maig de 1840 fou nomenat President de l'Acadèmia de Jurisprudència i Legislació de Catalunya, sent el primer president d'aquesta acadèmia, i ocupant el càrrec duranrt uns mesos d'aquest mateix any. Més endavant, tornà a ocupar a qust càrrec entre 1857 i 1859. Posteriorment, ocupà la Vicepresidència des del gener de 1849 fins al 1858, any en què tornà a ocupar la presidència, mantenint-se fins a l'any següent. Pel que fa a la gestió acadèmica, va ser degà de la Facultat de Dret de la Universitat de Barcelona des de l'abril de 1848 i vicerector de 1838 a 1840 i des de 1856, havent estat també rector accidental entre el 2 de novembre de 1855 i el 4 abril 1856. També fou president de l'Acadèmia de Bones Lletres de Barcelona des del març de 1860, que es reuní a casa seva del 1853 al 1861. Va exercir l'advocacia en el Col·legi d'Advocats de Barcelona des de 1833, sent magistrat suplent de l'Audiència territorial de Barcelona en diferents períodes entre 1845 i 1852, i lletrat consultor suplent del Tribunal de Comerç de Barcelona en 1849.